# El espejo (canción)
«El espejo»  es la décima canción del álbum de estudio de A tiempo de rock (Sombrero Verde), y la cuarta canción del álbum de estudio Drama y luz de la banda mexicana Maná.

## Acerca de la canción
La canción fue compuesta por Fernando Olvera. Y cuenta la historia de un hombre que atravesó por un espejo y fue mandado a Toledo, España en el año 1590, narra como fue desconocido en aquella geografía y al no creer que lo que decía fue sentenciado a muerte en la hoguera por el padre aurelio.
Esta canción es interpretada en la gira del disco en la Drama y luz world tour en la cual se escenifican con un espejo gigante (pantallas) al ritmo de la canción. Este es otro de los temas de este álbum que muestra el lado más roquero de la banda mexicana.